# Шнеефернеркопф
Шнеефернеркопф (нім. Schneefernerkopf) — гора на сході Альп у гірській системі Північні Вапнякові Альпи у хребті Веттерштайн. Є однією із найвищих вершин у групі Цугшпітце). Лежить на австро-німецькому кордоні на межі федеральних земель Баварія (Німеччина) та Тіроль (Австрія).

## Опис
Хоча Шнеефернеркопф можна вважати «другою за висотою горою Німеччини» після Цугшпітце, це значною мірою залежить від визначення терміна «гора». Через близькість до Цугшпітце (це топографічна ізоляція 1,7 км) сумнівно, чи можна вважати її самостійною горою чи лише підвершиною Цугшпітце.
У будь-якому випадку його відносна висота вершини становить 176 м. Якщо її не розглядати як самостійну вершину, то претензія на другу за висотою гору в Німеччині йде до Гохваннер (2746 м), яка чітко відділена від масиву Цугшпітце долиною Рейну, Гаттерлему і Фелдерньохлему. Третя найвища гора з висотою 2713 м — Вацманн у Берхтесгаденських Альпах.

## Альпінізм
Найпростіший спосіб піднятися на гору — це виступ Цугшпітце або Цугшпіцплатт. Тут є «вітряна діра», наслідок вивітрювання, з якої відкривається вид на Ервальд. Щоб піднятися на вершину, шлях перетинає північне плече по сходинках і по крутій стежці за допомогою сталевих тросів, яка слідує за підйомником Шніфернеркопф, закритим у 2003 році, але не демонтованим. Уся подорож займає трохи менше години. Впевненість і готовність до висоти є важливими.
Від гори є винятково складна гірськолижна траса Neue Welt, яка спускається майже на 2000 метрів до Ервальда. Вона має схили до 45° і має секцію спуску на тросі, яка оцінюється як III клас UIAA.